# Jean Focas
Jean-Henri Focas, conocido también como Ionnas Focas (20 de julio de 1909 - 3 de enero de 1969) fue un astrónomo grecofrancés, especializado en astronomía planetaria. 

## Semblanza
Focas nació en Corfú y se ocupó de la astronomía desde la adolescencia. Con un considerable talento para el dibujo y la pintura, realizó notables bocetos de los planetas y la Luna. Reconociendo esta labor, el astrónomo Stavros Plakidis propuso al entonces director del Observatorio de Atenas, Demetrios Egina, la contratación de Focas en el observatorio, que se hizo efectiva en 1931. Allí, bajo la dirección de Egina y Plakidis adquirió los conocimientos básicos y experiencia en materia de observaciones científicas, realizando miles de observaciones de manchas solares, estrellas variables y de los cometas. También se dio cuenta del valor de las observaciones continuas a largo plazo de un objetivo determinado. Aunque nunca pudo estudiar en la universidad, el celo, la voluntad y el dominio de cinco idiomas europeos ayudaron a llenar los vacíos en educación y se estableció en el campo de la astronomía planetaria.
En 1954 se enteró de que en el Observatorio del Pic du Midi de Bigorre se había instalado un telescopio especial de 60 cm para la observación de planetas, y logró obtener permiso para observar que la oposición de Marte de ese mismo año. Con estas observaciones se estableció internacionalmente como astrónomo planetario. Tras volver a Atenas, trajo consigo los nuevos métodos y técnicas aprendidas en Francia: la fotografía, la fotometría, la polarimetría y observaciones planetarias micrométricas. Organizó un proyecto de colaboración entre los observatorios de Atenas y de Menton, en virtud del cual Focas viajaba cada año a Francia. Dedicó más de 300 noches para medir la polarización de la luz en diferentes áreas de la superficie de Marte. De hecho, la última obra de su vida, publicado después de su muerte, era un memorando exhaustivo sobre la polarimetría de Marte.
Fokas descubrió en 1960 desde el telescopio del Monte Pentélico la reaparición de la Gran Mancha Blanca en la atmósfera de Saturno, y estudió su evolución. En 1964 visitó el Observatorio Lowell en Arizona, (Estados Unidos) para estudiar la enorme colección de placas fotográficas que había reunido Earl C. Slipher en 1907. En cuanto al planeta Júpiter, Focas ideó un factor novedoso para la expresión de la actividad atmosférica. Al final de ese año, renunció a su cargo en el Observatorio de Atenas para trabajar en el centro de recogida de observaciones planetarias de la UAI en el Observatorio de Menton. En su nueva posición, teniendo a su disposición más de 14.000 fotografías, editó numerosas publicaciones, mientras continuaba con sus observaciones desde el Pico del Midi y Menton. En Menton finalizó el trabajo cartográfico de Eugène Antoniadi sobre Marte con el uso adicional de las técnicas fotográficas y fotométricas, contribuyendo a que la Unión Astronómica Internacional adoptase el sistema de nomenclatura de Antoniadi para el planeta, por lo que los nombres oficiales de numerosas zonas principales son griegos.
Murió a la edad de 60 años de un ataque al corazón en Grecia, donde había llegado para celebrar con su familia la Navidad y el Año Nuevo. Su muerte prematura le impidió completar sus programas de investigación.

## Eponimia
- El cráter Focas situado en el hemisferio sur de la Luna.
- El cráter Focas situado en el hemisferio norte de Marte.